# محافظة حمص
محافظة حمص أكبر محافظات سوريا مساحة. تقع في وسط سوريا وتقسم البلد إلى شطرين حيث تمتد من حدود العراق إلى لبنان. مركزها وأكبر مدنها مدينة حمص وهي أهم المدن وسط سوريا. يمر فيها نهر العاصي الذي يعدّ مورداً طبيعياً هاماً لمدن وقرى وبلدات هذه المحافظة متنوعة التضاريس حيث فيها السهول والجبال والوديان والبادية.
تضم المحافظة الكثير من المدن والمناطق والبلدات، ومنها مدينة تدمر الأثرية الشهيرة التي تبعد عن مركز المحافظة حوالي 160 كم.

## التاريخ
حمص باللهجة الحمصية (حُمص)، مدينة عريقة تاريخياً حيث ذكرت في العديد من المصادر التاريخية فأول من ذكر اسمها القديم الذي عرفت به (إيميسا) كان المؤرخ الروماني بليني الزعيم في كتابه التاريخ الطبيعي.
ويتحدث الخوري عيسى أسعد في كتابه تاريخ حمص أنَّ منشأ هذه المدينة يعود إلى نحو سنة 2300 قبل الميلاد، وأن اسمها آنذاك كان (حماة صوبا)، وقد ذكر في وثائق إيبلا أنها كانت مستعمرة رومانية هامة.
تعاقب على هذه المدينة الأموريون - الحيثيون - الفينيقيون - الآراميون - اليونانيون - الرومان - العرب - الأتراك.

## المناطق
تنقسم المحافظة إلى 7 مناطق:
- حمص
- تلكلخ
- الرستن
- القصير
- تدمر
- المخرّم
- تلدو

وتنقسم بدورها إلى المزيد من الدوائر الفرعية (نواحي).

## الجغرافيا
محافظة حمص جغرافياً هي في موقع القلب من سورية وتتوسطها من الشمال والجنوب بعرض 250 كم ومن الغرب والشرق بطول قدره 360 كم وتطل على محافظات حماة والرقة ودير الزور شمالاً وعلى محافظة ريف دمشق جنوباً وعلى محافظة طرطوس غرباً كما تشترك بالحدود مع كل من لبنان والعراق والأردن.
وتبلغ مساحة المحافظة 42226 كم², وهي أكبر المحافظات السورية مساحةً إذ تشكل 22% من مساحة سوريا.
كما يبلغ عدد سكان المحافظة 2,087,000 نسمة، منهم 40% من سكان مدينة حمص و60% من سكان بقية مدن المحافظة.

## أهم مجالس مدن وبلدات وقرى المحافظة
- مجلس مدينة حمص

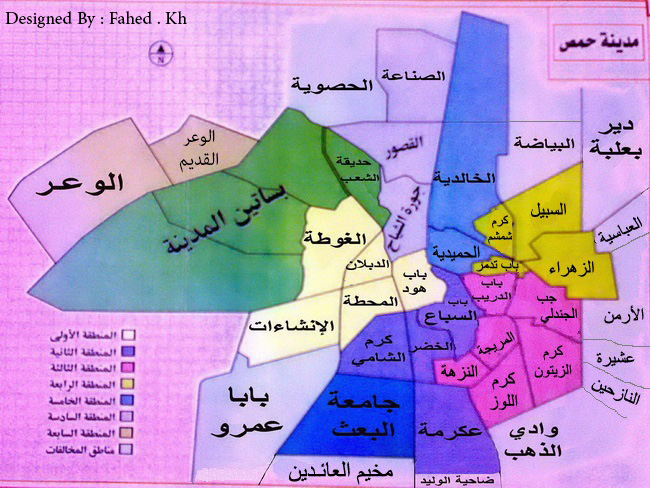
خارطة الأحياء داخل مدينة حمص

- مجلس مدينة السخنة (عاصمة البادية السورية)
- مجلس مدينة الرستن
- مجلس مدينة تدمر
- مجلس مدينة تلكلخ
- مجلس مدينة تلبيسة
- مجلس مدينة القريتين
- مجلس بلدة كفر لاها
- مجلس مدينة القصير
- مجلس مدينة المخرم الفوقاني
- مجلس قرية المخرم التحتاني
- مجلس مدينة تلدو
- مجلس بلدة فاحل
- مجلس قرية القبو
- مجلس بلدة مريمين
- مجلس بلدة الحصن
- مجلس بلدة تل ذهب
- مجلس بلدة حسياء
- مجلس بلدة خربة التين
- مجلس بلدة شين
- مجلس بلدة الرقامة
- مجلس بلدة صدد
- مجلس بلدة عين النسر
- مجلس بلدة الفرقلس
- مجلس بلدة المشرفة
- مجلس بلدة الناصرة
- مجلس بلدة الحواش
- مجلس بلدة مرمريتا
- مجلس بلدة المزينة
- مجلس بلدة مهين
- مجلس بلدة خربة الحمام
- مجلس بلدة الدار الكبيرة
- مجلس بلدة الريان
- مجلس بلدة زيدل
- مجلس بلدة السنكري
- مجلس بلدة فيروزة
- مجلس بلدة الربوة
- مجلس بلدة رباح
- مجلس قرية جب عباس
- مجلس قرية وجه الحجر
- مجلس قرية نوى حمص
- مجلس بلدة كفرنان

## الاقتصاد
شهدت المحافظة تطور اقتصادي كبير بوقت قصير.
من أحد النواحي التي تطورت بها حمص هي الناحية الاقتصادية. شركة مصفاة حمص هي شركة نفط سورية لتكرير النفط تتبع القطاع العام، وهي تُدِير مصفاة حمص إحدى مصفاتي تكرير النفط الوحيدتين في سوريا، وهي تعمل بطاقة 110,000 برميل يومياً، لتكون الأقلّ من بين المصفاتين حيث تفوقها مصفاة بانياس بإنتاج 130,000 ألف برميل في اليوم.
بدأت سورية بعد الاستقلال بتطوير البناء الاقتصادي والاجتماعي فتم إنشاء مصفاة حمص عام 1959 كأول مصفاة لتكرير النفط في سورية بطاقة تكرير مليون طن في السنة خام خفيف، وذلك بهدف تأمين حاجة السوق المحلية من المشتقات النفطية وتصدير الفائض للخارج. شهدت مصفاة حمص خلال الأربعين سنة الماضية عدة توسعات، فمع استخراج واستثمار النفط وطنياً وتزايد الطلب تم إجراء التوسعة الأولى للمصفاة عام 1969، فارتفعت طاقتها التكريرية إلى مليوني طن في السنة من النفط الخام السوري الخفيف والثقيل، وفي ظل الحركة التصحيحية ومع الاستقرار الاجتماعي والاقتصادي في سوريا، تتالت عليها عدة توسعات فارتفعت طاقتها التكريرية إلى 5.7 مليون طن في السنة من الخام الخفيف والثقيل.
تم إنشاء المصفاة في مدينة حمص كونها تشغل موقعا استراتيجيا وسط سورية وتعتبر مركز اقتصادي وسياحي ومدينة تعتبر عاصمة وسط سوريا، وترتفع عن سطح البحر 478 م ويمر فيها نهر العاصي الذي يزودها بالمياه اللازمة لها. تقع المصفاة غرب مدينة حمص على بعد 7 كم من مركز المدينة على الطريق الدولي، وتشغل المصفاة حالياً مساحة 4 كم² تقريباً، ويعمل فيها 4,500 شخص بين مهندس وفني ومختص وعامل، وتخضع كافّة منتجاتها للمواصفات القياسية السورية.

## الآثار
التاريخ مر من هنا منذ أقدم العصور في المدينة حمص وفي كافة أرجاء المحافظة تنتشر الكثير من الآثار وعدد من أهم المناطق الأثرية والتاريخية والأديرة والقلاع مثل قلعة الحصن الأثرية التي تعد من أجمل القلاع الصليبية في العالم، وتتوسط عاصمة المحافظة قلعة أسامة (قلعة حمص) وبها عدد كبير من الأوابد التاريخية والمباني والكنائس والجوامع والمساجد مثل كنيسة أم الزنار وجامع خالد بن الوليد ودير مارجرجس البطريركي ومملكة قطنا وقادش وقصر الزهراوي والحمامات المعدنية في منطقة أبورباح وغيرهم وأوابد وآثار كثيرة جداً.
هذا بالإضافة لمدينة تدمر الأثرية عاصمة مملكة تدمر الشهيرة بأوابدها وآثارها.
وتعتبر حمص من أهم المدن السياحية في سوريا بتنوعها الجغرافي الكبير بالإضافة إلى ذلك يوجد حمامات الماء الساخن في طريق تدمر وتدعى حمامات أبو رباح ونبع عين التنور وعين الفوار وهي مياه صافية من سلسلة جبال لبنان الشرقية الممتدة إلى سوريا.

## المساحة والسكان
تبلغ مساحة محافظة حمص 42226 كم² وعدد السكان بحسب آخر إحصاء وهو إحصاء 2004 هو 1,529,402 نسمة من أصل 17,920,844 نسمة هم سكان سوريا آنذاك.
هي أكبر المحافظات السورية من حيث المساحة، في المرتبة الرابعة من حيث عدد السكان بعد محافظة حلب ومحافظة ريف دمشق ومحافظة دمشق وتمتد أراضي المحافظة في جميع الاتجاهات وتحدها محافظات حماة شمالاً وطرطوس ولبنان غرباً وريف دمشق جنوباً ودير الزور والرقة شرقاً والعراق والأردن من الجنوب الشرقي. تضم المحافظة عدد كبير من الجبال والغابات على ضفاف نهر العاصي والسهول الخصبة.
يسكن المحافظة خليط من الطوائف الإسلامية والمسيحية تتجانس وتختلط بشكل كثيف، أهم ما يميز المحافظة من ناحية سكانها أنهم ذوو روح نكتة ومرح شديد، وأما عدد السكان في المناطق والنواحي في المحافظة فهو كالتالي بحسب المكتب المركزي للإحصاء في العام 2004 في المصدر السابق:
| منطقة مركز حمص        | منطقة مركز حمص |
| الناحية وقراها        | السكان         |
| --------------------- | -------------- |
| مركز حمص              | 750,501        |
| تلدو                  | 71,503         |
| خربة تين نور          | 52,496         |
| عين النسر             | 30,267         |
| شين                   | 27,951         |
| الرقاما               | 20,602         |
| القبو                 | 18,636         |
| القريتين              | 16,795         |
| حسياء                 | 15,195         |
| مهين                  | 13,511         |
| الفرقلس               | 13,195         |
| صدد                   | 4,092          |
| المجموع               | 1,035,055      |
| منطقة تلكلخ           |                |
| الناحية وقراها        | السكان         |
| تلكلخ                 | 62,069         |
| حديدة                 | 25,998         |
| الحواش                | 24,684         |
| الناصرة               | 16,678         |
| المجموع               | 129,429        |
| منطقة الرستن          |                |
| الناحية وقراها        | عدد السكان     |
| الرستن                | 64,022         |
| تلبيسة                | 63,784         |
| المجموع               | 127,806        |
| منطقة القصير          |                |
| الناحية وقراها        | عدد السكان     |
| القصير                | 108,102        |
| المجموع               | 108,102        |
| منطقة تدمر            |                |
| الناحية وقراها        | عدد السكان     |
| تدمر                  | 55,062         |
| السخنة                | 21,880         |
| المجموع               | 76,942         |
| منطقة المخرم الفوقاني |                |
| الناحية وقراها        | عدد السكان     |
| المخرم الفوقاني       | 32,447         |
| جب الجراح             | 19,621         |
| المجموع               | 52,068         |

وفي إحصاء 2004 كانت مدينة حمص أكبر مدن المحافظة بعدد سكان 652,609 دون قرى ناحية مركز حمص تليها مدينة مدينة تدمر بعدد سكان 51,323 ثم مدينة الرستن بعدد سكان 39,834 ثم مدينة تلبيسة بعدد سكان 30,796 ثم مدينة القصير بعدد سكان 29,818 فمدينة كفرلاها بعدد سكان 20,041 فمدينة تلكلخ 18,412 فمدينة تلدو بعدد سكان 15,727 فمدينة القريتين 14,203 فمدينة شين بعدد سكان 13,020.

## السياحة في حمص
حمص بموقعها الفريد حيث تتوسط أهم المناطق في سوريا من البحر المتوسط والساحل السوري والجبال والغابات والبادية في الشرق ونهر العاصي وانتشار الآثار الكثيرة والمناطق التاريخية والقلاع والحصون وجمال الطبيعة الخلابة في مناطق حمص والمصايف الرائعة والينابيع والشلالات وازدهارها الكبير وموقعها كممر لمدن كثير في شمال وغرب سوريا وتميز وغنى أسواقها وخاصة في وسط مدينة حمص جعل منها مناطق اصطياف رائعة في بلداتها ومصايفها حيث تنتشر الفنادق والمطاعم والمنتزهات الفريدة في كافة مناطق المحافظة ويقام في مدن ومناطق محافظة حمص الكثير من المهرجانات نذكر منها:-
- - مهرجان حمص الثقافي الفني ويقيمه مجلس مدينة حمص
  - مهرجان السياحة والتسوق ويقيمه مجلس مدينة حمص
  - مهرجان تدمر السياحي وتقيمه محافظة حمص
  - مهرجان طريق الحرير في تدمر والذي يقام بالإشترك مع مدينتي دمشق وحلب
  - مهرجان القلعة والوادي للثقافة والفنون في منطقة قلعة الحصن ووادي النصارى (كرنفال مرمريتا وكرنفال مشتى عازار وكرنفال رباح)
  - مهرجان حمص الأدبي والثقافي للشعر
  - مهرجانات مختلفة في مدن المحافظة

كما تمتاز قرى حمص وخاصة الغربية منها بمناخها الجميل وهوائها العذب حيث تكتظ صيفا بالمصطافين والمغتربين العائدين لزيارة الوطن والاستجمام فيه، من المواقع السياحية مدينة تدمر وقلعة الحصن ومنطقة الكفارين.

### قلعة الحصن
قلعة الحصن هي قلعة تقع ضمن سلاسل جبال الساحل السوري ضمن محافظة حمص وتبعد عن مدينة حمص 60 كم.
- نظرًا للأهمية التاريخية والعمرانية للحصن فقد اعتبرتها منظمة اليونسكو قلعة تاريخية هامة لاحتوائها على تراثٍ إنساني عظيم، وفي عام 2006 مـ سجلت القلعة على لائحة التراث العالمي.

شيد الحصن المرداسيون عام 1031 من قبل  شبل الدولة نصر بن مرداس فأقام فيها حصناً صغيراً كان هدفه حماية طريق القوافل التجارية القادمة من سواحل بلاد الشام إلى داخل بلاد الشام. وأسكنوها الأكراد لحماية الطريق، ولذلك حملت اسم حصن الأكراد وأطلق عليها أيضاً حصن السفح أو الصفح والكرك ومن هذا الاسم اشتقت التسمية الصليبية للقلعة.

## السياسة
عند اندلاع الانتفاضة السورية في عام 2011، خرج المئات من سكان مدينة حمص احتجاجاً على السلطات السورية بقيادة حزب البعث، وكانت المحافظة الثانية التي شملتها المظاهرات بعد درعا. وقد أدت حركة الاحتجاجات إلى زيادة الرقابة الأمنية في المحافظة، وسجّل سقوط قتلى فيها يومياً مع انتشار الجيش السوري والأمن بشكل دائم في شوارع المحافظة، رغم ذلك استمرت المظاهرات بالخروج لفترة طويلة.
تزعم الدولة أن انتشار الأمن والجيش في الشوارع هو لوجود عصابات مسلحة متشددة تريد استهداف الجيش والمواطنين، لكن معارضو النظام يرفضون هذه الادعاءات، ويقولون أن جنوداً قد انشقوا عن الجيش السوري بسبب اعتدائه على المظاهرات السلمية، وتم فيما بعد جمع هؤلاء المنشقين في ما يسمى بالجيش السوري الحر، الذي بدأ باشتباكات مسلحة ضد قوات الجيش السوري، أطلق المعارضون عليها تسمية «ثورة». رغم دعوة جهات معارضة إلى إعلان «سلمية الاحتجاجات» والابتعاد عن العسكرة.

## التعليم
تضم المحافظة ثلاث جامعات، جامعة حمص الحكومية داخل مدينة حمص، التي تأسست عام 1979، وجامعتي الحواش والوادي في منطقة وادي النصارى في الريف الغربي.

## المحافظون
- حسام الدين احسان الحكيم (حتى 30 آذار 2002[17])
- صبحي بن محمد حميدة (من 30 آذار 2002[18])
- محمد إياد غزال (حتى 7 نيسان 2011[19])
- غسان مصطفى عبد العال (من 21 نيسان 2011[20])
- أحمد منير محمد (من 11 تموز 2012[21])
- طلال البرازي (17 تموز 2013[22] - 30 أيار 2020[23])
- بسام ممدوح بارسيك (30 أيار 2020[24] - 20 تموز 2022[25])
- نمير حبيب مخلوف (20 تموز 2022[25] - 7 كانون الأول 2024[26])
- عبد الرحمن الأعمى (منذ 15 كانون الأول 2024[27])

## وصلات خارجية
- موقع الاستعلام الإلكتروني للخدمات الحكومية نسخة محفوظة 16 فبراير 2007 على موقع واي باك مشين.
- موقع مجلس مدينة حمص نسخة محفوظة 29 نوفمبر 2011 على موقع واي باك مشين.
- موقع محافظة حمص